# نارگیل جنگلی
نارگیل جنگلی (نام علمی: Voanioala gerardii) نام یک گونه از تیره نخل است.